# 深甽镇
深甽鎮为中国浙江省宁波市宁海县下辖的一个镇，位于该县西部，距宁海县城26公里。
2010年，土地面积174.56平方千米（含内陆水域2.76平方千米）。
2016年末，户数6821户，人口17434人，其中城镇人口5241人，乡村人口12193人。

## 行政区划
深甽镇辖1个社区7个行政村，分别为：
凤山社区、长洋村、南溪村、白岩村、双坑村、岭下村、岭徐村、夏樟村、三坑村、柘坑张村、柘坑戴村、深甽村、龙宫村、三省村、上湖村、大蔡村、大里村、清潭村、孔横山村、溪滨村、赤岙村、马岙村、大洋村和望海岗茶场生活区。

## 中国传统村落
2013年8月，龙宫村、清潭村获批第二批中国传统村落。